# Llista de topònims de Ponts
Llista de topònims (noms propis de lloc) del municipi de Ponts, a la Noguera
Informació actualitzada per un bot. Els canvis manuals es perdran quan s'actualitzi!

## cabana
| imatge | Nom                      | Ubicat a    | instància de | Detalls       | coordenades                                                                  | Protecció | Commons (més fotos) | Dades a WD                    |
| ------ | ------------------------ | ----------- | ------------ | ------------- | ---------------------------------------------------------------------------- | --------- | ------------------- | ----------------------------- |
|        | Cobertet de l'Estany     | la Força    | cabana       |               | 41° 54′ 07″ N, 1° 08′ 24″ E / 41.9019689109369°N,1.13989095368677°E 623 msnm |           |                     | Modifica les dades a Wikidata |
|        | cabana de la Llenguadera | el Tossal   | cabana       |               | 41° 55′ 23″ N, 1° 09′ 33″ E / 41.9229408665653°N,1.15921610004772°E 363 msnm |           |                     | Modifica les dades a Wikidata |
|        | cabana del Pau Paulo     | el Tossal   | cabana       |               | 41° 55′ 06″ N, 1° 10′ 02″ E / 41.9183397192326°N,1.16716237945708°E 363 msnm |           |                     | Modifica les dades a Wikidata |
|        | cabana del Tiste         | la Força    | cabana       |               | 41° 53′ 41″ N, 1° 08′ 15″ E / 41.8948072511253°N,1.13756746094822°E 601 msnm |           |                     | Modifica les dades a Wikidata |
|        | cabana del Tugues        | Torreblanca | cabana       | Estat: ruïnós | 41° 55′ 20″ N, 1° 08′ 07″ E / 41.9221754105469°N,1.13522793531107°E 342 msnm |           |                     | Modifica les dades a Wikidata |
|        | cabanes de les Eres      | el Tossal   | cabana       |               | 41° 54′ 57″ N, 1° 09′ 05″ E / 41.9157821793928°N,1.15145145259626°E 377 msnm |           |                     | Modifica les dades a Wikidata |
|        | cobert de Cal Minguet    | la Força    | cabana       |               | 41° 53′ 58″ N, 1° 08′ 04″ E / 41.8993593691016°N,1.13448166518813°E 611 msnm |           |                     | Modifica les dades a Wikidata |
|        | corral de Cal Minguet    | la Força    | cabana       |               | 41° 53′ 56″ N, 1° 08′ 03″ E / 41.8989597544793°N,1.13427631036233°E 609 msnm |           |                     | Modifica les dades a Wikidata |

## casa
| imatge | Nom                 | Ubicat a    | instància de | Detalls                                                               | coordenades                                                                        | Protecció                                  | Commons (més fotos) | Dades a WD                    |
| ------ | ------------------- | ----------- | ------------ | --------------------------------------------------------------------- | ---------------------------------------------------------------------------------- | ------------------------------------------ | ------------------- | ----------------------------- |
|        | Cal Ferrer          | Torreblanca | casa         |                                                                       | 41° 55′ 55″ N, 1° 08′ 52″ E / 41.9319422676905°N,1.14771618966298°E 405 msnm       |                                            |                     | Modifica les dades a Wikidata |
|        | Cal Rosso           | Torreblanca | casa         |                                                                       | 41° 55′ 55″ N, 1° 08′ 49″ E / 41.9318576032624°N,1.14693466330829°E 405 msnm       |                                            |                     | Modifica les dades a Wikidata |
|        | Cal Tugues          | Torreblanca | casa         | Estil: arquitectura popular 18th century Estat: ruïnós                | 41° 55′ 56″ N, 1° 08′ 50″ E / 41.93213°N,1.147119°E 413 msnm                       | bé integrant del patrimoni cultural català | Cal Tugues          | Modifica les dades a Wikidata |
|        | Can Gel             | Torreblanca | casa         | Estat: ruïnós                                                         | 41° 55′ 55″ N, 1° 08′ 51″ E / 41.9320462066931°N,1.14745989599217°E 413 msnm       |                                            |                     | Modifica les dades a Wikidata |
|        | Casal a Torreblanca | Torreblanca | casa         | Estil: arquitectura popular 19th century Estat: enderrocat o destruït | 41° 55′ 56″ N, 1° 08′ 50″ E / 41.932244°N,1.147213°E 428 msnm                      | bé integrant del patrimoni cultural català | Casal a Torreblanca | Modifica les dades a Wikidata |
|        | cal Prat            | Ponts       | casa         | Estil: arquitectura popular 19th century                              | 41° 54′ 55″ N, 1° 11′ 04″ E / 41.915216°N,1.18435°E ca:Ctra. de Lleida, 8 359 msnm | bé integrant del patrimoni cultural català | Cal Prat (Ponts)    | Modifica les dades a Wikidata |

## castell
| imatge | Nom              | Ubicat a    | instància de | Detalls                     | coordenades | Protecció                                            | Commons (més fotos)  | Dades a WD                    |
| ------ | ---------------- | ----------- | ------------ | --------------------------- | --- | ---------------------------------------------------- | -------------------- | ----------------------------- |
|        | Castell de Ponts | Ponts       | castell      | Estil: arquitectura popular | 41° 55′ 02″ N, 1° 11′ 41″ E / 41.917284°N,1.194731°E ca:Al Tossal de les Forques, pel camí de Sant Pere 528 msnm           | bé d'interès cultural bé cultural d'interès nacional | Castell de Ponts     | Modifica les dades a Wikidata |
|        | El Castellot     | Torreblanca | castell      |                             | 41° 56′ 17″ N, 1° 09′ 38″ E / 41.938038888889°N,1.1605472222222°E ca:Carena de la Costa de Sant Joan, Torreblanca 465 msnm | bé d'interès cultural bé cultural d'interès nacional | El Castellot (Ponts) | Modifica les dades a Wikidata |

## edifici
| imatge | Nom                                          | Ubicat a | instància de | Detalls                                  | coordenades                                                                  | Protecció                                  | Commons (més fotos)                                  | Dades a WD                    |
| ------ | -------------------------------------------- | -------- | ------------ | ---------------------------------------- | ---------------------------------------------------------------------------- | ------------------------------------------ | ---------------------------------------------------- | ----------------------------- |
|        | Casa de les Comportes                        | Ponts    | edifici      |                                          | 41° 55′ 46″ N, 1° 09′ 27″ E / 41.9295438008903°N,1.15761510930679°E 342 msnm |                                            |                                                      | Modifica les dades a Wikidata |
|        | Guarderia Laboral Germandat de Jesús Maestro | Ponts    | edifici      | Estil: arquitectura popular 19th century | 41° 55′ 03″ N, 1° 11′ 17″ E / 41.917372°N,1.188°E 369 msnm                   | bé integrant del patrimoni cultural català | Guarderia Laboral Germandat de Jesús Maestro (Ponts) | Modifica les dades a Wikidata |

## entitat singular de població
| imatge | Nom         | Ubicat a | instància de                                   | Detalls  | coordenades                                                         | Protecció | Commons (més fotos) | Dades a WD                    |
| ------ | ----------- | -------- | ---------------------------------------------- | -------- | ------------------------------------------------------------------- | --------- | ------------------- | ----------------------------- |
|        | Ponts       | Ponts    | entitat singular de població capital municipal | 2639 hab | 41° 54′ 58″ N, 1° 11′ 07″ E / 41.91607°N,1.18515°E 365 msnm         |           |                     | Modifica les dades a Wikidata |
|        | Torreblanca | Ponts    | entitat singular de població                   | 5 hab    | 41° 55′ 55″ N, 1° 08′ 54″ E / 41.932°N,1.14824°E 413 msnm           |           | Torreblanca (Ponts) | Modifica les dades a Wikidata |
|        | el Tossal   | Ponts    | entitat singular de població                   | 14 hab   | 41° 54′ 55″ N, 1° 09′ 02″ E / 41.91526944°N,1.15064722°E 387 msnm   |           | El Tossal (Ponts)   | Modifica les dades a Wikidata |
|        | la Força    | Ponts    | entitat singular de població                   | 12 hab   | 41° 53′ 59″ N, 1° 07′ 57″ E / 41.899861111111°N,1.132375°E 620 msnm |           | La Força (Ponts)    | Modifica les dades a Wikidata |

## església
| imatge | Nom                               | Ubicat a    | instància de | Detalls                                                               | coordenades                                                                                                  | Protecció                                            | Commons (més fotos)               | Dades a WD                    |
| ------ | --------------------------------- | ----------- | ------------ | --------------------------------------------------------------------- | --- | ---------------------------------------------------- | --------------------------------- | ----------------------------- |
|        | Sant Bartomeu del Tossal          | el Tossal   | església     | Estil: arquitectura romànica arquitectura barroca 11st century        | 41° 55′ 07″ N, 1° 08′ 48″ E / 41.91848°N,1.14673°E 344 msnm                                                  | bé integrant del patrimoni cultural català           | Sant Bartomeu del Tossal          | Modifica les dades a Wikidata |
|        | Sant Domènec dels Tossals         | Ponts       | església     | Estil: arquitectura romànica                                          | 41° 54′ 32″ N, 1° 09′ 00″ E / 41.90881°N,1.14992°E                                                           | bé integrant del patrimoni cultural català           | Sant Domènec de Mitja Costa       | Modifica les dades a Wikidata |
|        | Sant Isidre del Tossal            | el Tossal   | església     |                                                                       | 41° 55′ 42″ N, 1° 09′ 44″ E / 41.928412°N,1.162169°E 347 msnm                                                |                                                      |                                   | Modifica les dades a Wikidata |
|        | Sant Joan Baptista de Torreblanca | Torreblanca | església     | Estil: arquitectura romànica 12nd century Estat: parcialment destruït | 41° 56′ 15″ N, 1° 09′ 35″ E / 41.937451°N,1.159856°E 462 msnm                                                | bé integrant del patrimoni cultural català           | Sant Joan Baptista de Torreblanca | Modifica les dades a Wikidata |
|        | Sant Joan de Torreblanca          | Torreblanca | església     | Estil: arquitectura popular 17th century                              | 41° 55′ 56″ N, 1° 08′ 52″ E / 41.932222°N,1.147913°E 413 msnm                                                | bé integrant del patrimoni cultural català           | Sant Joan de Torreblanca          | Modifica les dades a Wikidata |
|        | Sant Miquel de l'Estany           | la Força    | església     |                                                                       | 41° 54′ 10″ N, 1° 08′ 25″ E / 41.9026702696592°N,1.14037692896172°E ca:Masia de l'Estany (la Força) 626 msnm |                                                      |                                   | Modifica les dades a Wikidata |
|        | Sant Pere de Ponts                | Ponts       | església     | Estil: arquitectura romànica 12nd century                             | 41° 54′ 59″ N, 1° 11′ 48″ E / 41.9164°N,1.19667°E Tossal de les Forques 486 msnm                             | bé d'interès cultural bé cultural d'interès nacional | Col·legiata de Sant Pere (Ponts)  | Modifica les dades a Wikidata |
|        | Santa Cecília de Torreblanca      | Torreblanca | església     | Estil: arquitectura romànica                                          | 41° 55′ 23″ N, 1° 08′ 05″ E / 41.923079°N,1.134584°E 345 msnm                                                | bé integrant del patrimoni cultural català           | Santa Cecília de Torreblanca      | Modifica les dades a Wikidata |
|        | Santa Maria i Sant Pere de Ponts  | Ponts       | església     | Estil: arquitectura gòtica 15th century                               | 41° 55′ 04″ N, 1° 11′ 17″ E / 41.917724°N,1.188017°E ca:Pl. de l'Església 371 msnm                           | bé integrant del patrimoni cultural català           | Santa Maria i Sant Pere de Ponts  | Modifica les dades a Wikidata |

## granja
| imatge | Nom                           | Ubicat a | instància de | Detalls | coordenades                                                                  | Protecció | Commons (més fotos) | Dades a WD                    |
| ------ | ----------------------------- | -------- | ------------ | ------- | ---------------------------------------------------------------------------- | --------- | ------------------- | ----------------------------- |
|        | Granges Bonet                 | Ponts    | granja       |         | 41° 54′ 39″ N, 1° 12′ 15″ E / 41.9108460666303°N,1.20417555186904°E 398 msnm |           |                     | Modifica les dades a Wikidata |
|        | Granges Manco                 | Ponts    | granja       |         | 41° 54′ 36″ N, 1° 11′ 14″ E / 41.9100847958108°N,1.18725665534065°E 386 msnm |           |                     | Modifica les dades a Wikidata |
|        | Granges Maçana                | Ponts    | granja       |         | 41° 54′ 01″ N, 1° 10′ 14″ E / 41.9002448838993°N,1.17047689709793°E 398 msnm |           |                     | Modifica les dades a Wikidata |
|        | Granges Puigpinós             | Ponts    | granja       |         | 41° 53′ 50″ N, 1° 12′ 01″ E / 41.897184538802°N,1.20021877168421°E 365 msnm  |           |                     | Modifica les dades a Wikidata |
|        | Granges Sant Andreu           | Ponts    | granja       |         | 41° 55′ 05″ N, 1° 10′ 21″ E / 41.9179743569496°N,1.17249067046046°E 365 msnm |           |                     | Modifica les dades a Wikidata |
|        | Granges Solanes               | Ponts    | granja       |         | 41° 54′ 06″ N, 1° 11′ 24″ E / 41.9015280949876°N,1.19006658963421°E 373 msnm |           |                     | Modifica les dades a Wikidata |
|        | Granges de Maria Mas          | Ponts    | granja       |         | 41° 54′ 07″ N, 1° 12′ 19″ E / 41.9019939823275°N,1.20540019246703°E 417 msnm |           |                     | Modifica les dades a Wikidata |
|        | Granges de Ramon Armengol     | Ponts    | granja       |         | 41° 54′ 44″ N, 1° 12′ 10″ E / 41.9122402008717°N,1.20290659467861°E 400 msnm |           |                     | Modifica les dades a Wikidata |
|        | Granja Fenosa                 | Ponts    | granja       |         | 41° 54′ 01″ N, 1° 12′ 16″ E / 41.900160801779°N,1.20451122805155°E 407 msnm  |           |                     | Modifica les dades a Wikidata |
|        | Granja Potroll                | Ponts    | granja       |         | 41° 54′ 43″ N, 1° 10′ 42″ E / 41.9119587834099°N,1.17819669796741°E 360 msnm |           |                     | Modifica les dades a Wikidata |
|        | Granja del Cel de Torreblanca | Ponts    | granja       |         | 41° 55′ 50″ N, 1° 07′ 55″ E / 41.930462846041°N,1.1320074551141°E 360 msnm   |           |                     | Modifica les dades a Wikidata |
|        | Granja del Trinco             | Ponts    | granja       |         | 41° 54′ 17″ N, 1° 11′ 03″ E / 41.9046055619723°N,1.18419273274797°E 353 msnm |           |                     | Modifica les dades a Wikidata |

## masia
| imatge | Nom                   | Ubicat a    | instància de | Detalls                                  | coordenades                                                                          | Protecció                                  | Commons (més fotos) | Dades a WD                    |
| ------ | --------------------- | ----------- | ------------ | ---------------------------------------- | ------------------------------------------------------------------------------------ | ------------------------------------------ | ------------------- | ----------------------------- |
|        | Cal Cardenal          | el Tossal   | masia        |                                          | 41° 54′ 54″ N, 1° 08′ 58″ E / 41.9150311354432°N,1.14955590875319°E 363 msnm         |                                            |                     | Modifica les dades a Wikidata |
|        | Cal Mossarro          | el Tossal   | masia        |                                          | 41° 54′ 55″ N, 1° 09′ 03″ E / 41.9154133599927°N,1.15091948536654°E 387 msnm         |                                            |                     | Modifica les dades a Wikidata |
|        | Cal Noi               | Ponts       | masia        |                                          | 41° 54′ 41″ N, 1° 09′ 47″ E / 41.9114729504255°N,1.16297002192541°E 425 msnm         |                                            |                     | Modifica les dades a Wikidata |
|        | Cal Pomes             | la Força    | masia        |                                          | 41° 54′ 08″ N, 1° 08′ 30″ E / 41.9023490704004°N,1.14167620272784°E 615 msnm         |                                            |                     | Modifica les dades a Wikidata |
|        | Cal Tàpies            | el Tossal   | masia        |                                          | 41° 54′ 56″ N, 1° 08′ 55″ E / 41.9154296845743°N,1.14857974569096°E 357 msnm         |                                            |                     | Modifica les dades a Wikidata |
|        | Mas Nou               | Ponts       | masia        |                                          | 41° 54′ 02″ N, 1° 12′ 23″ E / 41.9005037647948°N,1.20628580379258°E 402 msnm         |                                            |                     | Modifica les dades a Wikidata |
|        | Mas d'en Ferran       | el Tossal   | masia        |                                          | 41° 55′ 56″ N, 1° 09′ 38″ E / 41.932326452786°N,1.1606851611411°E 339 msnm           |                                            |                     | Modifica les dades a Wikidata |
|        | Mas d'en Pinyes       | el Tossal   | masia        |                                          | 41° 56′ 02″ N, 1° 09′ 53″ E / 41.9338°N,1.16483°E 397 msnm                           |                                            |                     | Modifica les dades a Wikidata |
|        | Mas de l'Albardaner   | Ponts       | masia        |                                          | 41° 54′ 06″ N, 1° 12′ 44″ E / 41.9018°N,1.21229°E 411 msnm                           |                                            |                     | Modifica les dades a Wikidata |
|        | Mas de la Biota       | Ponts       | masia        |                                          | 41° 54′ 16″ N, 1° 10′ 51″ E / 41.90434444°N,1.18073611°E 365 msnm                    |                                            |                     | Modifica les dades a Wikidata |
|        | Mas de n'Olives       | Torreblanca | masia        | Estil: arquitectura popular 18th century | 41° 55′ 35″ N, 1° 08′ 18″ E / 41.926454°N,1.138371°E ca:Camí de Torreblanca 364 msnm | bé integrant del patrimoni cultural català | Mas de n'Olives     | Modifica les dades a Wikidata |
|        | Masia de l'Estany     | Ponts       | masia        |                                          | 41° 54′ 11″ N, 1° 08′ 28″ E / 41.903189941023°N,1.1410272848056°E                    |                                            |                     | Modifica les dades a Wikidata |
|        | el Batsuc             | Ponts       | masia        |                                          | 41° 54′ 51″ N, 1° 12′ 34″ E / 41.914184256661°N,1.2094373634122°E                    |                                            |                     | Modifica les dades a Wikidata |
|        | el Cel de Torreblanca | Ponts       | masia        |                                          | 41° 55′ 45″ N, 1° 07′ 37″ E / 41.929080014441°N,1.1270089481687°E                    |                                            |                     | Modifica les dades a Wikidata |
|        | el Presidi            | Ponts       | masia        |                                          | 41° 55′ 27″ N, 1° 08′ 59″ E / 41.9240934535988°N,1.14967989949832°E                  |                                            |                     | Modifica les dades a Wikidata |
|        | la Llenguadera        | Ponts       | masia        |                                          | 41° 55′ 25″ N, 1° 09′ 32″ E / 41.923614°N,1.158951°E 365 msnm                        |                                            |                     | Modifica les dades a Wikidata |

## molí d'aigua
| imatge | Nom                | Ubicat a | instància de | Detalls                                  | coordenades                                                                                 | Protecció                                  | Commons (més fotos) | Dades a WD                    |
| ------ | ------------------ | -------- | ------------ | ---------------------------------------- | ------------------------------------------------------------------------------------------- | ------------------------------------------ | ------------------- | ----------------------------- |
|        | Molí de Fígols     | Ponts    | molí d'aigua | Estil: arquitectura popular 18th century | 41° 54′ 43″ N, 1° 10′ 23″ E / 41.911986°N,1.172986°E ca:Esquerra del riu Llogregós 355 msnm | bé integrant del patrimoni cultural català |                     | Modifica les dades a Wikidata |
|        | Molí de la Garriga | Ponts    | molí d'aigua | Estil: arquitectura popular              | 41° 53′ 40″ N, 1° 12′ 00″ E / 41.894377°N,1.199891°E ca:Esquerra del riu Llogregós 350 msnm | bé integrant del patrimoni cultural català |                     | Modifica les dades a Wikidata |
|        | el Molinot         | Ponts    | molí d'aigua |                                          | 41° 56′ 01″ N, 1° 10′ 07″ E / 41.9334861097006°N,1.16871881485709°E                         |                                            |                     | Modifica les dades a Wikidata |

## muntanya
| imatge | Nom                   | Ubicat a     | instància de | Detalls | coordenades                                                       | Protecció | Commons (més fotos) | Dades a WD                    |
| ------ | --------------------- | ------------ | ------------ | ------- | ----------------------------------------------------------------- | --------- | ------------------- | ----------------------------- |
|        | Cap del Pla           | Oliola Ponts | muntanya     |         | 41° 54′ 09″ N, 1° 09′ 01″ E / 41.9024°N,1.15039°E 631 msnm        |           |                     | Modifica les dades a Wikidata |
|        | Costa de Sant Julià   | Ponts        | muntanya     |         | 41° 54′ 42″ N, 1° 11′ 00″ E / 41.91158056°N,1.18345917°E 421 msnm |           |                     | Modifica les dades a Wikidata |
|        | Puig d'Estany         | Ponts        | muntanya     |         | 41° 54′ 23″ N, 1° 08′ 15″ E / 41.90625556°N,1.13758889°E 622 msnm |           |                     | Modifica les dades a Wikidata |
|        | Puig de la Solana     | Ponts        | muntanya     |         | 41° 54′ 22″ N, 1° 09′ 24″ E / 41.90606389°N,1.15661111°E 560 msnm |           |                     | Modifica les dades a Wikidata |
|        | Tossal de les Forques | Ponts        | muntanya     |         | 41° 55′ 03″ N, 1° 11′ 41″ E / 41.9174°N,1.19486°E 528 msnm        |           |                     | Modifica les dades a Wikidata |

## zona humida
| imatge | Nom                         | Ubicat a                  | instància de | Detalls             | coordenades                                                   | Protecció | Commons (més fotos)         | Dades a WD                    |
| ------ | --------------------------- | ------------------------- | ------------ | ------------------- | ------------------------------------------------------------- | --------- | --------------------------- | ----------------------------- |
|        | Meandre del Segre a Gualter | Ponts la Baronia de Rialb | zona humida  | Superfície: 10.8ha  | 41° 55′ 55″ N, 1° 12′ 04″ E / 41.9319°N,1.2012°E 360 msnm     |           | Meandre del Segre a Gualter | Modifica les dades a Wikidata |
|        | Meandre del Segre a l'Areny | el Tossal                 | zona humida  | Superfície: 10.55ha | 41° 54′ 55″ N, 1° 08′ 19″ E / 41.9153°N,1.1387°E 326 msnm     |           | Meandre del Segre a l'Areny | Modifica les dades a Wikidata |
|        | Resclosa del Canal d'Urgell | Ponts                     | zona humida  | Superfície: 28.47ha | 41° 55′ 53″ N, 1° 10′ 04″ E / 41.931373°N,1.167766°E 340 msnm |           | Resclosa del Canal d'Urgell | Modifica les dades a Wikidata |

## Misc
| imatge | Nom                                        | Ubicat a                                                            | instància de                 | Detalls                                          | coordenades | Protecció                                            | Commons (més fotos)     | Dades a WD                    |
| ------ | ------------------------------------------ | ------------------------------------------------------------------- | ---------------------------- | ------------------------------------------------ | --- | ---------------------------------------------------- | ----------------------- | ----------------------------- |
|        | C-1412b                                    | Ponts la Baronia de Rialb Artesa de Segre Isona i Conca Dellà Tremp | carretera                    |                                                  | 41° 55′ 20″ N, 1° 11′ 33″ E / 41.9223°N,1.19262°E                                                                                             |                                                      |                         | Modifica les dades a Wikidata |
|        | Convent de Sant Francesc de Paula de Ponts | Ponts                                                               | monestir                     | 1625                                             | |                                                      |                         | Modifica les dades a Wikidata |
|        | Gravats de Mas d'en Olives                 | Ponts                                                               | gruta amb art rupestre       |                                                  | 41° 55′ 01″ N, 1° 08′ 25″ E / 41.91708°N,1.1404°E                                                                                             | bé cultural d'interès nacional                       | Gravats de Mas d'en Cel | Modifica les dades a Wikidata |
|        | Llobregós                                  | Segarra Anoia Noguera província de Lleida                           | curs d'aigua                 | Desemboca: Segre Llarg: 36.7km Conca: 609.7km²   | 41° 47′ 14″ N, 1° 34′ 13″ E / 41.78720111111111°N,1.5703588888888889°E 41° 55′ 05″ N, 1° 10′ 27″ E / 41.91796694444445°N,1.17404°E            |                                                      | Llobregós               | Modifica les dades a Wikidata |
|        | Segre                                      | Catalunya Pirineus Orientals                                        | riu curs d'aigua riu aurífer | Desemboca: Ebre Llarg: 265km Conca: 22400km²     | 42° 24′ 09″ N, 2° 06′ 30″ E / 42.4025°N,2.1084°E 41° 21′ 48″ N, 0° 18′ 16″ E / 41.3633°N,0.3044°E                                             |                                                      | Segre River             | Modifica les dades a Wikidata |
|        | Torre del Cargol                           | Ponts                                                               | torre de sentinella          | Estil: arquitectura romànica 16th century        | 41° 53′ 39″ N, 1° 08′ 08″ E / 41.8941611111°N,1.13566666667°E ca:A l'altiplà de la Força 590 msnm                                             | bé d'interès cultural bé cultural d'interès nacional | Força d'Estany          | Modifica les dades a Wikidata |
|        | Túnel de la Llenguadera                    | Ponts                                                               | túnel                        |                                                  | 41° 55′ 47″ N, 1° 09′ 30″ E / 41.9298526715786°N,1.15834192798596°E                                                                           |                                                      |                         | Modifica les dades a Wikidata |
|        | aqüeducte de la carretera de Ponts a Torà  | Ponts                                                               | aqüeducte pont               | Travessa: C-14 Hi passa: canal Segarra-Garrigues | 41° 54′ 08″ N, 1° 12′ 00″ E / 41.902326°N,1.200071°E                                                                                          |                                                      |                         | Modifica les dades a Wikidata |
|        | canal Segarra-Garrigues                    | Noguera Segarra Urgell Garrigues                                    | canal                        | Desemboca: riu de Set                            | 41° 56′ 09″ N, 1° 12′ 19″ E / 41.935923055555556°N,1.205238888888889°E 41° 27′ 06″ N, 0° 45′ 30″ E / 41.45165194444444°N,0.7583730555555556°E |                                                      | Canal Segarra-Garrigues | Modifica les dades a Wikidata |
|        | canal d'Urgell                             | Noguera Urgell Pla d'Urgell Garrigues Segrià                        | canal de reg                 | Desemboca: Segre Llarg: 144.2km                  | 41° 55′ 47″ N, 1° 09′ 50″ E / 41.92977111111111°N,1.16391°E 41° 34′ 27″ N, 0° 34′ 37″ E / 41.57407111111111°N,0.5769580555555556°E            |                                                      | Canal d'Urgell          | Modifica les dades a Wikidata |
|        | carrer Major                               | Ponts                                                               | carrer                       | Estil: arquitectura popular 18th century         | 41° 54′ 59″ N, 1° 11′ 11″ E / 41.916372°N,1.186512°E ca:Carrer Major 364 msnm                                                                 | bé integrant del patrimoni cultural català           | Carrer Major (Ponts)    | Modifica les dades a Wikidata |
|        | casa consistorial de Ponts                 | Ponts                                                               | casa consistorial            |                                                  | 41° 54′ 55″ N, 1° 11′ 11″ E / 41.9154056°N,1.1863822°E                                                                                        |                                                      | Town hall of Ponts      | Modifica les dades a Wikidata |
|        | creu del Samarra                           | Ponts                                                               | creu monumental              |                                                  | 41° 54′ 47″ N, 1° 12′ 46″ E / 41.913104°N,1.212782°E 416 msnm                                                                                 |                                                      |                         | Modifica les dades a Wikidata |
|        | font de Valldans                           | Ponts                                                               | font                         |                                                  | 41° 54′ 36″ N, 1° 11′ 42″ E / 41.9099454582857°N,1.19498918776174°E                                                                           |                                                      |                         | Modifica les dades a Wikidata |